# 愛知淑徳大学創造表現学部
愛知淑徳大学創造表現学部（あいちしゅくとくだいがくそうぞうひょうげんがくぶ、Faculty of Creation and Representation）は、愛知淑徳大学に設置されている創造表現に関する学部。
なお、関連する大学院は文化創造研究科に文化創造専攻に創作表現専修、メディアプロデュース専修、建築・インテリアデザイン専修の各専修が設置されており、合わせて紹介する。

## 沿革
- 1961年（昭和36年）学校法人愛知淑徳学園が愛知淑徳短期大学を名古屋市千種区桜が丘に開学。
- 1975年（昭和50年）学校法人愛知淑徳学園が女子大学の愛知淑徳大学を開学。
- 1995年（平成7年）男女共学体制をスタート。現代社会学部を開設。現代社会学科の1学科に、フィールドスタディコース・メディアプロデュースコース・都市環境デザインコースの3コース編成。
- 1999年（平成11年）大学院に現代社会研究科修士課程を創設。現代社会専攻設置。
- 2000年（平成12年）短期大学を母体に文化創造学部創設。文化創造学科1学科に表現文化専攻ほかを開設。
- 2002年（平成14年）大学院現代社会研究科博士後期課程を設置。短期大学廃止。
- 2004年（平成16年）大学院に文化創造研究科修士課程を創設。創造表現専攻・国際交流専攻を設置。その後同研究科は文化創造専攻の1専攻に改組
- 2010年（平成22年）メディアプロデュース学部を創設し、開設したメディアプロデュース学科に文化創造学部表現文化専攻と現代社会学部メディアプロデュースコース・都市環境デザインコースを移行。現代社会学部現代社会学科の募集を停止。
- 2016年（平成28年）愛知淑徳大学・メディアプロデュース学部メディアプロデュース学科を創造表現学部創造表現学科に名称変更。専攻を創作表現専攻、メディアプロデュース専攻、建築・インテリアデザイン専攻に改組。
- 2017年（平成29年）現代社会研究科を廃止。開設した専攻は文化創造研究科に移行。
- 2018年（平成30年）現代社会学部を廃止。

## 学部組織
創造表現学部
- 創造表現学科
  - 創作表現専攻
  - メディアプロデュース専攻
  - 建築・インテリアデザイン専攻

## 大学院
文化創造研究科
- 文化創造専攻 - 創作表現専修、メディアプロデュース専修、建築・インテリアデザイン専修ほか6専修